# Sol Invictus
Sol Invictus ("Nepobjedivo Sunce") je bio bog sunca državne religije Rimskog Carstva čiji je kult uspostavio car Aurelijan 274. godine i koji je zbog svoje važnosti nastavio zasjenjivati ostale istočne kultove. Nazivom "Sol Invictus" su se nazivali i brojni drugi bogovi sunca prije i za vrijeme ovog razdoblja. Naziv "Sol Invictus" se pojavljuje na kovanicama Rimskog Carstva još od Septimija Severa. Konstantinov novac kao i zlatni medaljon iz doba njegove vladavine prikazuje carevu bistu iz profila postavljenu uz Nepobjedivo Sunce i natpis INVICTUS CONSTANTINUS Iako je sredinom 2. stoljeća postojalo mnogo istočnih kultova unutar rimskih legija, jedino je Sol Invictus bio službeno prihvaćen i namijenjen vojsci. Ovaj bog se često poistovjećuje s Mitrom, glavnim bogom široko rasprostranjene grčko-rimske misterijske religije mitraizma. Dan u koji se slavio bog Sunca, bio on Sol Invictus ili Mitra, bila je nedjelja, dies Solis (lat. "dan sunca").

## Poveznice
- Nedjelja
- Konstantinov edikt
- Promjena dana Gospodnjeg sa subote na nedjelju